# Прва нормална форма
Прва нормална форма је нормална форма која се користи у поступку нормализацији базе података. Први пут је дефинисана 1971. у раду Едгарга Франка Кода и тиче се свођења неатомских вредности атрибута на атомске.

## Дефиниција
Шема релације је у првој нормалној форми, ако је сваки њен атрибут скаларног домена. То значи да домен атрибута мора да садржи само атомске (просте, недељиве) вредности и да вредност сваког атрибута у торци (n-торка, односно ред у релацији) мора бити једна вредност домена тог атрибута, односно, да елементи нису скупови.

## Објашњење и примери
Као што је речено у дефиницији, ниједна вредност атрибута у релацији која је у првој нормалној форми не може бити скуп или торка или њихова комбинација. Процес свођења шеме на прву нормалну форму јесте нормализација, и може се формално описати као трансформација R(X(Y)) -> R1(X,Y), где су R почетна, а R1 крајња релација, док се под Y подразмева скуп атрибута који се заједно понављају, а X сви остали атрибути.
Демонстрирајмо нормализацију примером. Нека нам је дата релација:
- ODSEK(OIme, OBroj, OLokacije)

Овде је OBroj примарни кључ релације. OLokacije садржи скуп назива свих локација у којима се примерак одсека налази. На пример, у OLokacije стоји {Bellaire, Sugarland, Houston}. Како то није атомска вредност, то значи да релација није у првој нормалној форми. То се може разрешити тако што ће се OBroj и OLokacije заједно прогласити за примарни кључ, а OLokacije ће садржати само једну локацију по пољу.
Посматрајмо и следећи пример. Нека нам је дата релација:
- JE_AUTOR(SifN, (SifA, Koji))

где је SifN примарни кључ, а скуп зависности F = {SifN → (SifA,Koji); SifN,SifA → Koji}. Као што видимо, за поље релације имамо уређен пар атрибута због чега се закључује да ова релација није у првој нормалној форми. Ово се може разрешити на исти начин као и у претходном примеру - како SifN и SifA заједно одређују атрибут KOJI тог уређеног пара, а SifA је део тог пара, тада се SifN,SifA може прогласити за примарни кључ чиме се почетна релација своји на:
- JE_AUTOR(SifN,SifA, Koji)

са споменутим примарним кључем.